# Янгосорка

Янгосорка — река в России, протекает в Вологодском районе Вологодской области. Исток находится к северу от деревни Алексеево. Обогнув село с востока, река течёт на юг по лесной ненаселённой местности. Недалеко от устья протекает мимо урочища Большое Проншино. Устье реки находится в 7,8 км по левому берегу реки Нотелга. Длина реки составляет 20 км.

## Данные водного реестра
По данным государственного водного реестра России относится к Верхневолжскому бассейновому округу, водохозяйственный участок реки — Рыбинское водохранилище до Рыбинского гидроузла и впадающие в него реки, без рек Молога, Суда и Шексна от истока до Шекснинского гидроузла, речной подбассейн реки — Реки бассейна Рыбинского водохранилища. Речной бассейн реки — (Верхняя) Волга до Куйбышевского водохранилища (без бассейна Оки).
По данным геоинформационной системы водохозяйственного районирования территории РФ, подготовленной Федеральным агентством водных ресурсов:
- Код водного объекта в государственном водном реестре — 08010200412110000009830
- Код по гидрологической изученности (ГИ) — 110000983
- Код бассейна — 08.01.02.004
- Номер тома по ГИ — 10
- Выпуск по ГИ — 0